# Girabola de 2015
O Girabola de 2015 foi a 37ª temporada do campeonato de futebol da primeira divisão de Angola. A temporada começou em 11 de fevereiro com término em 10 de outubro.
A liga foi composta de 16 equipas, das quais três foram rebaixados para a Segundona de 2016.  O Recreativo do Libolo foi a equipe campeã, tendo conquistado seu segundo troféu seguido e seu quarto nos últimos cinco anos.

## Classificação
| #  | Equipa                   | J  | V  | E  | D  | GP | GC | SG  | Pts | Classificação                      | Head-to-head |
| -- | ------------------------ | -- | -- | -- | -- | -- | -- | --- | --- | ---------------------------------- | ------------ |
| 1  | Recreativo do Libolo (C) | 30 | 16 | 12 | 2  | 44 | 20 | +24 | 60  | CAF Champions League               |              |
| 2  | 1º de Agosto             | 30 | 17 | 9  | 4  | 51 | 23 | +28 | 60  |                                    |              |
| 3  | Benfica Luanda           | 30 | 14 | 11 | 5  | 35 | 23 | +12 | 53  |                                    |              |
| 4  | Kabuscorp                | 30 | 11 | 15 | 4  | 33 | 23 | +10 | 48  |                                    |              |
| 5  | Interclube               | 30 | 11 | 12 | 7  | 34 | 24 | +10 | 45  |                                    |              |
| 6  | Progresso Lunda Sul      | 30 | 10 | 10 | 10 | 31 | 31 | 0   | 40  |                                    |              |
| 7  | Desportivo Huíla         | 30 | 10 | 9  | 11 | 24 | 33 | −9  | 39  |                                    |              |
| 8  | Petro de Luanda          | 30 | 10 | 8  | 12 | 25 | 29 | −4  | 38  |                                    |              |
| 9  | ASA                      | 30 | 10 | 8  | 12 | 31 | 39 | −8  | 38  |                                    |              |
| 10 | Sagrada Esperança        | 30 | 9  | 10 | 11 | 22 | 28 | −6  | 37  |                                    |              |
| 11 | Recreativo da Caála      | 30 | 7  | 15 | 8  | 28 | 25 | +3  | 36  |                                    |              |
| 12 | Progresso                | 30 | 9  | 8  | 13 | 35 | 38 | −3  | 35  |                                    |              |
| 13 | Académica do Lobito      | 30 | 9  | 6  | 15 | 34 | 37 | −3  | 33  |                                    |              |
| 14 | Bravos do Maquis (R) (Q) | 30 | 8  | 7  | 15 | 28 | 40 | −12 | 31  |                                    |              |
| 15 | Sporting de Cabinda (R)  | 30 | 7  | 10 | 13 | 31 | 46 | −15 | 31  | Rebaixado para Gira Angola de 2016 |              |
| 16 | Domant (R)               | 30 | 5  | 4  | 21 | 28 | 55 | −27 | 19  | Rebaixado para Gira Angola de 2016 |              |

Última atualização em 10 October 2015
Fonte: FIFA.com
Regras para classificação: 1) points; 2) head-to-head points; 3) head-to-head goal difference; 4) goal difference; 5) number of wins; 6) extra play-off game or tournament between the teams in question.
(C) = Campeão; (R) = Rebaixado; (P) = Promovido; (O) = Vencedor do play-off; (A) = Classificado para a próxima fase. 
Somente aplicável se a temporada não tiver terminado: 
(Q) = Classificado para a fase do torneio indicada; (TQ) = Classificado para o torneio, mas não para a fase indicada; (DQ) = Desclassificado do torneio.

### Artilheiros
| Ranking | Jogador          | Equipa               | Golos |
| ------- | ---------------- | -------------------- | ----- |
| 1       | Albert Meyong    | Kabuscorp            | 13    |
| 1       | Yano             | Progresso            | 13    |
| 3       | Moco             | Interclube           | 12    |
| 3       | Ary Papel        | 1º de Agosto         | 12    |
| 5       | Pedro            | Benfica Luanda       | 11    |
| 6       | Chole            | Bravos do Maquis     | 10    |
| 6       | Fredy            | Recreativo do Libolo | 10    |
| 6       | Mateus Galiano   | 1º de Agosto         | 10    |
| 6       | Gelson           | 1º de Agosto         | 10    |
| 6       | Jacek Magdziński | Académica do Lobito  | 10    |
| 6       | Paizinho         | Recreativo da Caála  | 10    |

## Mudança de técnicos
| Clube | Antecessor | Motivo | Data | Rod | Pos | Sucessor | Ref. |
| ----- | ---------- | ------ | ---- | --- | --- | -------- | ---- |